# Syllis breviarticulata
Syllis breviarticulata är en ringmaskart som beskrevs av Grube 1857. Syllis breviarticulata ingår i släktet Syllis och familjen Syllidae. Inga underarter finns listade i Catalogue of Life.